# Volition (компанія)
Volition (раніше Volition, Inc і Parallax Software Corporation) — американський розробник відеоігор зі штаб-квартирою в Шампейні, штат Іллінойс. Майк Кулас і Метт Тошлог заснували компанію під назвою Parallax Software у червні 1993 року для розробки Descent і Descent II. На той час, коли продовження було завершено, Тошлог разом із кількома співробітниками переїхали до Енн-Арбор у штаті Мічиган, щоб керувати другою студією Parallax. Кулас і Тошлог вирішили розділити компанію: Тошлог заснував Outrage Entertainment, а Кулас залишився в Parallax, яку у листопаді 1996 року було перейменовано на Volition. Разом з видавцем Interplay Entertainment Volition створили Descent: FreeSpace – The Great War і сиквел до неї ж FreeSpace 2.
Volition розпочали співпрацю з THQ, які придбали студію в серпні 2000 року і незабаром після цього разом випустили Summoner. Під керівництвом THQ Volition створили серії Red Faction і Saints Row, розробивши по чотири тайтли в кожній серії. Під час розробки Saints Row IV у грудні 2012 року THQ збанкрутували. Volition разом з їх ІВ на серію Saints Row були продані Koch Media (тепер Plaion) і стали частиною лейбла компанії Deep Silver. Тим часом Nordic Games придбали інші активи THQ, включаючи Summoner і серію Red Faction. Volition відновили зв’язок із цими франшизами, коли Koch Media була придбана материнською компанією Nordic Games (пізніше відомою як Embracer Group) у лютому 2018 року. Студія розробила дві менш успішні ігри Agents of Mayhem (2017) та перезапуск Saints Row (2022). У листопаді 2022 року студію було передано під керівництво Gearbox Entertainment, проте 31 серпня 2023 року у рамках масштабної реструктуризації Embracer Group Volition було закрито, а вся ІВ студії передана Plaion.

## Історія

### Parallax Software (1993—1996)
Parallax Software була заснована 14 червня 1993 року Майком Куласом і Метом Тошлогом. Компанію було зареєстровано під назвою Parallax Software Corporation. Обидва засновники були програмістами, які раніше разом працювали над Car and Driver. Команда розробила приблизну концепцію гри під назвою Inferno, яку вони передали Apogee Software. Видавець виділив кошти на цей проєкт, проте наданої суми було недостатньо для повноцінної розробки гри. Після семи місяців розробки Apogee відмовився від проєкту, залишивши Parallax профінансований функціональний прототип та всі права на нього. Студія уклала нову угоду з Interplay Entertainment, котрі також виділили мінімальні кошти на продовження розробки. Коли гроші виділені Interplay також вичерпалися, засновники студії Кулас і Тошлог інвестували власні кошти в подальший розвиток свого проєкту. Загальна сума від Apogee, Interplay та двох засновників, склала приблизно $450 000. Багатостраждальний проєкт отримав нову назву Descent і вийшов у реліз в березні 1995 року, привернувши до себе широку увагу як професійних критиків, так і простих гравців.
Після фінансового успіху першої гри, Interplay були зацікавлені у її продовженні, тож Parallax вже через рік випустили сиквел, Descent II, який по суті був розширеною версією оригіналу з покращеними текстурами, катсценами, аудіо вищої якості та кількома новими рівнями. Гру знову чекав позитивний прийом, що приніс Parallax значну фінансову вигоду.

### Volition і співпраця з Interplay Entertainment (1997—2000)
Під час розробки Descent II Метт Тошлог разом з трьома дизайнерами студії переїхали в Енн-Арбор, штат Мічиган, щоб відкрити там другий офіс для Parallax. У новому офісі Тошлог також найняв ще двох програмістів. Після випуску Descent II, команді стало зрозуміло, що робота над однією грою в двох віддалених один від одного офісах не є вдалим рішенням. Тошлог і Кулас вирішили, розділити компанію навпіл — таким чином половина співробітників Parallax пішла за Тошлогом до Мічигану, утворивши Outrage Entertainment, а Кулас залишився в головному офісі Parallax в Іллінойсі. Формально Volition, Inc. було засновано в жовтні 1996 року зі штатом в дванадцять співробітників, а про ліквідацію Parallax Software було оголошено 1 грудня 1997 року, коли обидві компанії повністю владнали всі бюрократичні формальності.
Після розриву, Volition і Outrage підписали контракт з Interplay на ще два проєкти кожна. Першим проєктом став Descent: FreeSpace – The Great War (також відомий як FreeSpace), під час роботи над яким кількість співробітників Volition подвоїлася. Протягом цього часу багато членів команди були направлені на навчання нових співробітників, тим часом Куласу, як одноосібному менеджеру компанії, доводилося розподіляти свій час між програмуванням і управлінням бізнесом, а отже, якщо виникало будь-яке ділове питання, його частина роботи з програмування зупинялася. FreeSpace була останньою грою Volition, де Кулас власноруч працював над програмуванням. Після випуску FreeSpace студія розпочала роботу одразу над чотирма проєктами — FreeSpace 2, Descent 4, Tube Racer і Summoner. FreeSpace 2 була розроблена протягом року — коли до кінця розробки гри залишалося близько трьох місяців, Interplay наполягли на завершенні розробки протягом поточного місяця. Незважаючи на значно скорочений термін розробки, самі ж Interplay не коригували свою рекламну стратегію, в результаті гра ледве окупила затрачені на неї кошти. Розробку Tube Racers скасували приблизно через півроку. Descent 4 мала бути четвертою основною частиною серії (третя гра, Descent 3, розроблялася одночасно в Outrage). З наближенням дати виходу Descent 3 фінансові труднощі Interplay Entertainment лише збільшувалися. Як наслідок, погана рекламна кампанія від видавця призвела до низьких продажів випущеної в червні 1999 року гри. Розуміючи, що його наступну гру під керівництвом Interplay чекає схожа доля, Куласом було прийнято рішення закінчити співпрацю з видавцем. Так як правами на франшизу Descent володіли Interplay, Volition зупинили розробку Descent 4. Пізніше вони використають більшу частину коду та інструментів створених для цього проєкту в Red Faction.

### Придбання компанією THQ (2000—2013)
Summoner, на відміну від інших ігор студії, була рольовою відеогрою — жанр, з яким команда розробників не мала досвіду. Також Volition знаходились в активному пошуку видавця. 31 серпня 2000 року студія уклала угоду з THQ: розробник отримав 1 млн простих акцій THQ, а видавець в свою чергу зобов'язався покрити $500 000 чистих витрат на діяльність Volition. THQ також придбали Outrage у квітні 2002, але закрили цю студію у 2004 році. Після складного циклу розробки Summoner зрештою досягла запланованої дати випуску в жовтні 2000 року, але мала досить незадовільний технічний стан на релізі.
Команда зосередилась на розробці Red Faction, в основу якої лягли напрацювання проєкту Descent 4. Незважаючи на відкладений на два місяці реліз, гра вийшла в травні 2001 року та отримала в цілому позитивні відгуки. Наступною грою студії стала Summoner 2, де команда планувала виправити всі недоліки, допущені в першій грі. Хоча сиквел сприйняли краще, ніж оригінал, ця гра також не мала широкого успіху. Після цього з’явилася Red Faction II, яку публіка оцінила значно гірше за першу, а в самій студії взагалі вважали провалом, тож роботу над третьою грою в серії було зупинено. Третя гра у франшизі Summoner також була скасована. Після цих скасувань Volition зайнялись розробкою проєкту на основі нової ІВ про пограбування під робочою назвою Underground. Команда працювала над грою близько року, але з релізом Grand Theft Auto III, відділ маркетингу THQ підвищив очікування щодо гри настільки, що їх не вдалося виправдати, тому проєкт Underground також було скасовано.
Після скасування Underground, THQ запропонували Volition створити гру на основі ліцензованої Marvel Comics ІВ про Карателя. Команда розробників відвідала кіностудії Marvel і була на знімальному майданчику однойменного фільму, спілкуючись зі знімальною групою. На завершальному етапі розробки, гру було подано до ESRB, що мали присвоїти їй відповідний рейтинг. Оскільки гра відтворювала жорстокі методи допиту Карателя, комісія визнала проєкт більше схожим на симулятор тортур, ніж на гру. Деякі елементи були скориговані, щоб проєкт міг пройти ESRB з рейтингом «Mature». Наступною грою Volition стала випущена в серпні 2006 року Saints Row — гра отримала позитивний прийом від критиків та добре продалася, тож було вирішено взятися за розробку сиквелу. Випущена в жовтні 2008 року Saints Row 2 відрізнялася від своєї попередниці саркастичним гумором, якого першій грі, за думкою багатьох критиків, бракувало. Студія вирішила повернутися до франшизи Red Faction, почавши роботу над Red Faction: Guerrilla, цикл розробки якої тривав приблизно п'ять років. Майже паралельно з Guerrilla команда працювала над її продовженням Red Faction: Armageddon, яка вийшла в червні 2011 року. У лютому 2009 року студія анонсувала початок розробки третьої гри у франшизі Saints Row. Saints Row: The Third вийшла в реліз в листопаді 2011 року і отримала позитивні відгуки від критиків та ігрової спільноти.
У грудні 2010 року на церемонії нагородження Spike Video Game Awards режисер Ґільєрмо дель Торо анонсував гру-горор від Volition під назвою Insane, з прогнозованою датою виходу в 2013 році. Пізніше дель Торо повідомив, що Insane стане трилогією, загальний час розробки якої охопить одне десятиліття. Однак у серпні 2012 року видавець проєкту, THQ, повідомили про його скасування.
2 травня 2011 року засновник компанії Майк Кулас пішов з компанії, а його посаду генерального директора зайняв Дан Чермак. У 2014 році Кулас знову об'єднається з Меттом Тошлогом і заснує нову студію Revival Productions.

### Придбання компанією Koch Media (2013—2022)
У грудні 2012 року THQ (видавець Volition) подали заяву про банкрутство. На придбання Volition претендували Warner Bros., Electronic Arts, Take-Two Interactive, Ubisoft, Koch Media та неназвана компанія з Чикаго. Volition разом з правами на франшизу Saints Row придбала німецька компанія Koch Media за $22,3 млн, передавши її під керівництво свого видавничого підрозділу Deep Silver. Всі активи розробника було передано новоствореній юридичній особі під назвою Deep Silver Volition, LLC. Інші розроблені Volition франшизи, що належали THQ (Summoner і Red Faction), були придбані Nordic Games (тепер THQ Nordic) за $4,9 млн. на другому аукціоні, що відбувся у квітні того ж року. Після придбання Koch Media компанією THQ Nordic AB (тепер Embracer Group) у лютому 2018 року, Volition та всі їх франшизи були возз’єднані під однією компанією.
Saints Row IV була випущена в серпні 2013 року. У вересні 2014 року креативний директор Стів Джарос покинув Volition, щоб приєднатися до Valve. Розширення до Saints Row IV під назвою Saints Row: Gat out of Hell, розроблене спільно з High Voltage Software, було випущено в січні 2015 року.
Слідом за Saints Row IV Volition розробили Agents of Mayhem — гру у всесвіті Saints Row, яка має схожі ігрові механіки, але не належить до основної серії. Гра, випущена в серпні 2017 року, отримала неоднозначні відгуки від преси та, як результат — низькі продажі. Це призвело до скорочення 30 співробітників студії, включно з її директором Даном Чермаком, якого на посту голови замінив Джим Бун. У січні 2019 року засновник студії Майк Кулас повернувся до Volition на посаду генерального менеджера. У 2019 році Volition анонсували нову частину Saints Row, яка пізніше виявилася перезапуском франшизи. На той час у студії було 174 співробітники, а в березні 2021 року — близько 230.

### Закриття (2023)
У листопаді 2022 року, після того як перезапуск Saints Row зустрів неоднозначну реакцію шанувальників, Embracer Group було прийнято рішення перевести Volition з Deep Silver до свого іншого оперативного підрозділу на чолі з Gearbox Entertainment. Це стало першим прецедентом, коли Embracer Group переміщували студію між своїми оперативними підрозділами.
У червні 2023 року після краху багатомільярдної угоди, материнська компанія Volition, Embracer Group, повідомила про масштабну реструктуризацію, яка передбачає закриття студій і масове звільнення персоналу. Volition було закрито 31 серпня 2023 року, а всю її ІВ включаючи франшизи Red Faction і Saints Row, передано Plaion.

## Розроблені відеоігри
| Рік                  | Назва                              | Платформи                                                                                           | Видавці                 | Дж.                  |
| Як Parallax Software | Як Parallax Software               | Як Parallax Software                                                                                | Як Parallax Software    | Як Parallax Software |
| -------------------- | ---------------------------------- | --------------------------------------------------------------------------------------------------- | ----------------------- | -------------------- |
| 1995                 | Descent                            | MS-DOS, Mac OS, PlayStation, Acorn Archimedes                                                       | Interplay Entertainment | [ 51 ]               |
| 1996                 | Descent II                         | Microsoft Windows, MS-DOS, Mac OS, PlayStation, Acorn Archimedes                                    | Interplay Entertainment | [ 52 ]               |
| Як Volition          |                                    | |                         |                      |
| 1998                 | Descent: FreeSpace – The Great War | Microsoft Windows, Amiga                                                                            | Interplay Entertainment | [ 53 ]               |
| 1999                 | FreeSpace 2                        | Microsoft Windows                                                                                   | Interplay Entertainment | [ 9 ]                |
| 2000                 | Summoner                           | Microsoft Windows, macOS, PlayStation 2                                                             | THQ                     | [ 54 ]               |
| 2001                 | Red Faction                        | Microsoft Windows, macOS, PlayStation 2, N-Gage, mobile                                             | THQ                     | [ 55 ]               |
| 2002                 | Summoner 2                         | PlayStation 2, GameCube                                                                             | THQ                     | [ 56 ]               |
| 2002                 | Red Faction II                     | Microsoft Windows, PlayStation 2, GameCube, Xbox                                                    | THQ                     | [ 55 ]               |
| 2004                 | The Punisher                       | Microsoft Windows, PlayStation 2, Xbox, mobile                                                      | THQ                     | [ 57 ]               |
| 2006                 | Saints Row                         | Xbox 360                                                                                            | THQ                     | [ 58 ]               |
| 2008                 | Saints Row 2                       | Microsoft Windows, Xbox 360, PlayStation 3, Linux                                                   | THQ, Deep Silver        | [ 58 ]               |
| 2009                 | Red Faction: Guerrilla             | Microsoft Windows, Xbox 360, PlayStation 3                                                          | THQ                     | [ 21 ]               |
| 2011                 | Red Faction: Armageddon            | Microsoft Windows, Xbox 360, PlayStation 3                                                          | THQ                     | [ 21 ]               |
| 2011                 | Saints Row: The Third              | Microsoft Windows, Xbox 360, PlayStation 3, Linux, Nintendo Switch                                  | THQ                     | [ 23 ]               |
| 2013                 | Saints Row IV                      | Microsoft Windows, PlayStation 3, Xbox 360, PlayStation 4, Xbox One, Linux, Nintendo Switch, Stadia | Deep Silver             | [ 37 ]               |
| 2015                 | Saints Row: Gat out of Hell        | Microsoft Windows, PlayStation 3, Xbox 360, PlayStation 4, Xbox One, Linux                          | Deep Silver             | [ 39 ]               |
| 2017                 | Agents of Mayhem                   | Microsoft Windows, PlayStation 4, Xbox One                                                          | Deep Silver             | [ 40 ]               |
| 2018                 | Red Faction: Guerrilla (ремастер)  | Microsoft Windows, PlayStation 4, Xbox One, Nintendo Switch                                         | THQ Nordic              |                      |
| 2022                 | Saints Row                         | Microsoft Windows, PlayStation 4, PlayStation 5, Xbox One, Xbox Series X/S                          | Deep Silver             | [ 44 ]               |